# جرج بورنوتیان
جرج بورنوتیان (ارمنی: Ջորջ Բուռնության؛ انگلیسی: George Bournoutian؛ ۲۵ سپتامبر ۱۹۴۳ - ۲۲ اوت ۲۰۲۱) استاد ارشد تاریخ در دانشگاه لونا بود.

## زندگی‌نامه
جرج بورنوتیان در شهر اصفهان، و در یک خانواده ارمنی‌تبار به دنیا آمد. وی در ایران بزرگ شد و دیپلم را از دبیرستان معروف اندیشه در تهران دریافت کرد. وی در سال ۱۹۶۴ به ایالات متحده آمریکا مهاجرت کرد او مدرک کارشناسی خود را در سال ۱۹۷۱ دریافت کرد و مدرک دکترای او در زمینه (ایرانشناسی و ارمنی‌شناسی) بوده‌است. وی عضو انجمن مطالعات خاورمیانه، انجمن پیشرفت اسلاوی‌شناسی، انجمن ایرانشناسی، انجمن مطالعات ارمنی و انجمن مطالعات ارمنی بوده‌است.
او نویسنده بیش از ۲۸ کتاب است که بیشتر آنها در مورد تاریخ ارمنیان هستند و او همچنین «تاریخ ارمنیان» را در دانشگاه کلمبیا، دانشگاه تافتز، دانشگاه راتگرز، دانشگاه راماپو، و دانشگاه کنتیکت تدریس کرده‌است. او دست کم به هشت زبان دنیا مسلط است.

## کتابشناسی
- از تبریز به سنت پترزبورگ: هیئت نمایندگی عذرخواهی ایران به روسیه در 1829. کالیفرنیا: انتشارات مزدا.
- ارمنستان و افول امپراتوری: ایالت ایروان ۱۹۰۰ـ ۱۹۱۴‏م
- تاریخ مختصر مردم ارمنی
- تاریخ مردم ارمنی  ‏(دو جلد)
- ارمنستان شرقی ‏در واپسین سال های فرمانروایی ایران (۱۸۰۷ـ ۱۸۲۸م)‏
- خان نشین ایروان زیر فرمان حکومت قاجار (۱۷۹۵ ـ ۱۸۲۸م)‏‏

### ترجمه
- Abraham of Erevan (۱۹۹۹). تاریخ جنگ‌ها ۱۷۲۱–۱۷۳۸. ترجمهٔ جورج بورنوتیان.